# Johann Karl Wilhelm Illiger
Johann Karl Wilhelm Illiger (Braunschweig, 19 de novembro de 1775 - Berlin, maio de 1813) foi um entomólogo e zoólogo alemão.
Illiger era filho de um comerciante de Braunschweig. Estudou com o entomologista Johann Christian Ludwig Hellwig, e mais tarde trabalhou nas coleções zoológicas de Johann Centurius von Hoffmannsegg. Illiger foi professor e diretor do Museu Humboldt em Berlin de 1810 até a sua morte.
Illiger escreveu o Prodromus systematis mammalium et avium (1811), que foi uma revisão do sistema de Carolus Linnaeus. Ele teve grande influência na adoção do conceito de família. Também foi editor da Magazin für Insektenkunde, conhecida amplamente como Illiger's Magazine.

## Publicações
- Beschreibung einiger neuer Käfer, in: Schneider's entomologisches Magazin (1794)
- Nachricht von einer in etlichten Gersten- und Haferfeldern um Braunschweig wahrscheinlich durch Insecten verursachten Verheerung, in: Brauschweigisches Magazin 50 (1795).
- Verzeichniß der Käfer Preußens. Entworfen von Johann Gottlieb Kugelann (1798)
- Die Wurmtrocknis des Harzes, in: Braunschweigisches Magazin 49-50 (1798)
- Die Erdmandel, in: Braunschweigisches Magazin 2 (1799)
- Versuch einer systematischen vollständigen Terminologie für das Thierreich und Pflanzenreich (2006)
- Zusätze und Berichte zu Fabricius Systema Eleutheratorus. Magazin fur Insektenkunde 1. viii + 492 pp.(1802).
- Über die südamerikanischen Gürtelthiere, in: Wiedemann's Archiv für die Zoologie (1804).
- Die wilden Pferde in Amerika, in: Braunschweigisches Magazin 7/(1805).
- Nachricht von dem Hornvieh in Paraguay in Südamerika, in: Braunschweigisches Magazin 15-16 (1805).
- Nachlese zu den Bemerkungen, Berichtigungen und Zusätzen zu Fabricii Systema Eleutheratorum Mag. fur Insektenkunde. 6: 296-317 (1807).
- Vorschlag zur Aufnahme im Fabricischen Systeme fehlender Käfergattungen. Mag. für Insektenkunde 6: 318-350 (1807).
- Prodromus Systematis Mammalium et Avium (1811).
- Überblick der Säugthiere nach ihrer Vertheilung über die Welttheile. Abh. K. Akad. Wiss. Berlin, 1804-1811: 39-159 (1815).